# Liste der Kulturdenkmäler in Antweiler
In der Liste der Kulturdenkmäler in Antweiler sind alle Kulturdenkmäler der rheinland-pfälzischen Ortsgemeinde Antweiler aufgeführt. Grundlage ist die Denkmalliste des Landes Rheinland-Pfalz (Stand: 12. Juni 2023).

## Einzeldenkmäler
| Bezeichnung                         | Lage                                | Baujahr                    | Beschreibung | Bild                                    |
| ----------------------------------- | ----------------------------------- | -------------------------- | --- | --------------------------------------- |
| Katholische Pfarrkirche St. Maximin | Ahrtalstraße Lage                   | 1762                       | barocker Saalbau, 1762, geplant von J. W. Feller; 1958 um eine Achse samt polygonalem Fassadenturm nach Westen erweitert; bauliche Gesamtanlage mit dem Friedhof, einschließlich der Zuwegung von Westen | weitere Bilder Fotos hochladen          |
| Kreuzigungsgruppe und Grabkreuze    | Ahrtalstraße, auf dem Friedhof Lage | 17. bis 19. Jahrhundert    | Kreuzigungsgruppe, 18. Jahrhundert; Grabkreuze, 1693, 1795, 18. und 19. Jahrhundert | BW                                      |
| Pfarrhaus                           | Ahrtalstraße 21 Lage                | um 1700                    | Putzbau, um 1700, erweitert um 1780 | BW                                      |
| Hofanlage                           | Ahrtalstraße 25 Lage                | Mitte des 18. Jahrhunderts | Hakenhof; Putzbau, Mitte des 18. Jahrhunderts, Fachwerkscheune | weitere Bilder Fotos hochladen          |
| Hofanlage                           | Ahrtalstraße 44 Lage                | 1806                       | Hofanlage; Krüppelwalmdachbau, bezeichnet 1806, Scheunen | Fotos hochladen                         |
| Bildstock                           | Gemarkung                           | 18. Jahrhundert            | Bildstock, Relief, 18. Jahrhundert | Direkt Bild zu diesem Denkmal hochladen |
| Wegekreuz                           | Gemarkung                           | 1722                       | Wegekreuz, bezeichnet 1722 | Direkt Bild zu diesem Denkmal hochladen |